# Иуна (город)
Иуна (др.-греч. Ιουνα) — город в Кавказской Албании. Город был упомянут древнегреческим историком Птолемеем. В начале XIX века А. Яновский сопоставлял Иуну с селом Гёйнюк (Гуйнюк), близ Шеки. С. Н. Муравьев же считает, что Иуна сопоставима с расположенным рядом селом Джунут, к северо-западу от города Шеки, в Азербайджане. С этим селом А. Яновский отождествлял другой город Албании упомянутый Птолемеем — Саную.